# Volley Amriswil
Maillots
Le Volley Amriswil est un club suisse de volley-ball basé à Amriswil dans le canton de Thurgovie. Il évolue au plus haut niveau national (Ligue nationale A, LNA).

## Palmarès
- Championnat de Suisse (5)
  - Champion : 2009, 2010, 2016, 2017, 2022
  - Finaliste : 2006, 2007, 2008, 2013, 2019, 2021, 2023, 2024
- Coupe de Suisse (8)
  - Vainqueur : 1999, 2009, 2012, 2017, 2018, 2019, 2022, 2024
  - Finaliste : 1997, 2000, 2003, 2004, 2005, 2006, 2011, 2013
- Supercoupe de Suisse (5)
  - Vainqueur : 2007, 2016, 2017, 2019, 2022
  - Finaliste : 2009, 2010, 2012, 2018

## Joueurs et personnalités du club

### Entraîneurs[2]
- 2002-2004 :  Josef Novotný
- 2008-2011 :  Johan Verstappen
- 2011-2012 :  Carlos Schwanke
- 2012-2015 :  Dario Bettello
- 2015-2018 :  Ratko Pavličević
- 2018-2021 :  Marko Klok
- 2021- :  Juan Manuel Serramalera

### Joueurs emblématiques
- Clément Daniel
- Brett Dailey
- Ewoud Gommans